# اشبيتكو
اشبيتكو «عش الملاحة للبترول» أو (بالإنجليزية: ESHPETCO - Esh El Mallaha Petroleum Co) هي إحدى الشركات المشتركة بقطاع البترول المصري والتي أنشئت طبقا لإتفاقية الامتياز الموقعة بين شركة لوك أويل الروسية والحكومة المصرية التي تمثلها الهيئة المصرية العامة للبترول في عام 1993 وتم إعلان بدأ العمل التجاري للإتفاقية في 1998.

## مناطق الامتياز
عش الملاحة وبتروملاحة بالإشتراك مع شركتي لوك أويل وثروة للبترول.

### غرب عش الملاحة
- قانون رقم 114 لسنة 1993.[4]
  - قانون رقم 22 لسنة 1995.[5]
  - قانون رقم 188 لسنة 2023.

### امتدادات غرب عش الملاحة
- قانون رقم 138 لسنة 2009.[6][7]

## رؤساء الشركة
- خالد عبد السلام.[8]
- محمود عبد الحميد.[9]
- خالد حمدان.[10]
- مصطفى طاهر.[11]
- السيد عبد اللطيف بدير.[12]
- عماد الدين حمدي.[13]